# Správní obvod obce s rozšířenou působností Poděbrady
Správní obvod obce s rozšířenou působností Poděbrady je od 1. ledna 2003 jedním ze tří správních obvodů rozšířené působnosti obcí v okrese Nymburk ve Středočeském kraji. Čítá 35 obcí.
Města Poděbrady a Městec Králové jsou obcemi s pověřeným obecním úřadem.

## Seznam obcí
Poznámka: Města jsou vyznačena tučně.
- Běrunice
- Činěves
- Dlouhopolsko
- Dobšice
- Dymokury
- Hradčany
- Choťánky
- Chotěšice
- Chroustov
- Kněžice
- Kněžičky
- Kolaje
- Kouty
- Křečkov
- Libice nad Cidlinou
- Městec Králové
- Odřepsy
- Okřínek
- Opočnice
- Opolany
- Oseček
- Pátek
- Písková Lhota
- Poděbrady
- Podmoky
- Sány
- Senice
- Sloveč
- Sokoleč
- Úmyslovice
- Velenice
- Vlkov pod Oškobrhem
- Vrbice
- Vrbová Lhota
- Záhornice

## Obyvatelstvo
| Rok  | Obyv.  | ± %     |
| ---- | ------ | ------- |
| 1869 | 29 073 | —       |
| 1880 | 33 313 | +14,6 % |
| 1890 | 34 025 | +2,1 %  |
| 1900 | 34 853 | +2,4 %  |
| 1910 | 36 531 | +4,8 %  |

| Rok  | Obyv.  | ± %    |
| ---- | ------ | ------ |
| 1921 | 36 734 | +0,6 % |
| 1930 | 36 966 | +0,6 % |
| 1950 | 35 126 | −5 %   |
| 1961 | 35 136 | +0 %   |
| 1970 | 33 185 | −5,6 % |

| Rok  | Obyv.  | ± %    |
| ---- | ------ | ------ |
| 1980 | 31 918 | −3,8 % |
| 1991 | 29 467 | −7,7 % |
| 2001 | 28 849 | −2,1 % |
| 2011 | 30 372 | +5,3 % |
| 2021 | 31 571 | +3,9 % |